# آسایش گرمایی

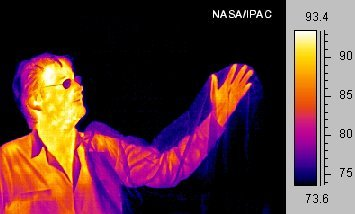
تصویر حرارتی از انسان

یکی از مهم‌ترین موارد در طراحی خوب ساختمان، تأمین آسایش حرارتی،، دمای آسایش، دمای آسایش حرارتی،  یا آسایش دمایی است. آسایش دمایی حالتی است که فرد برای تغییر شرایط دمایی محیط هیج اقدام رفتاری را انجام ندهد.
در تعریف استاندارد اشری (استاندارد ۵۵):آسایش دمایی شرایطی ذهنی است که احساس رضایت از شرایط دمایی محیط را بیان می‌کند. (ANSI/اشری standard 55).
حفظ این استاندارد آسایش دمایی برای ساکنان ساختمان، یکی از اهداف مهم مهندسان طرح HVAC (تکنولوژی‌های مربوط به گرمایش، تهویه و تهویه مطبوع) می‌باشد.
خنثی بودن هنگامی حفظ می‌شود که گرمای تولید شده توسط متابولیسم انسانی اجازهٔ پراکنده شدن داشته باشند تا به این صورت تعادل دمایی با محیط اطراف حفظ شود. فاکتورهای اصلی که بر آسایش تأثیر می‌گذارند آنهایی هستند که اتلاف و کسب گرما را تعیین می‌کنند، از جمله سرعت متابولیک، عایق کردن لباس‌ها، دمای هوا، دمای تابشی میانگین، سرعت هوا و رطوبت نسبی. پارامترهای روان‌شناسی از قبیل توقعات فردی نیز بر آسایش تأثیر می‌گذارند.
مدل(Predicted Mean Vote (PMV، در میان مدل‌های آسایش شناخته‌شده، برتر می‌باشد. این مدل با استفاده از اصول تعادل گرمایی و داده‌های تجربی گرفته شده از اتاق تحت شرایط آب و هوای ثابت، ساخته شده است. از طرف دیگر مدلی تطبیقی بر اساس صدها مطالعات میدانی ایجاد شد، اساس این مطالعات مبنی بر این بود که ساکنان به صورت پویا با محیطشان در تعامل هستند. ساکنان محیط شان را بوسیلهٔ لباس، پنجره‌های قابل استفاده، پنکه‌ها، بخاری‌های شخصی و پرده‌ها کنترل می‌کنند.
مدل PMV می‌تواند برای ساختمان‌های دارای سیستم تهویه مطبوع مورد استفاده قرار گیرد، درحالیکه مدل تطبیقی به‌طور کلی فقط برای ساختمان‌هایی که هیچ سیستم مکانیکی‌ای ندارند، می‌تواند مورد استفاده قرار گیرد. اتفاق نظری بر سر این موضوع وجود ندارد که کدام مدل آسایشی باید برای ساختمان‌هایی که تا قسمتی دارای تهویه موقتی یا مکانی هستند، به کار رود.
محاسبات آسایش بر اساس ANSI/ASHRAE standard 55 می‌تواند به صورت آزادانه با استفاده از CBE ابزار آسایش CBE Thermal Comfort Tool برای ASHRAE 55 مورد استفاده قرار گیرد.
مشابه ANSI/ASHRAE standard 55، دیگر استانداردهای آسایش مانند EN 15251 و ISO 7730 نیز وجود دارند.

## اهمیت آسایش دمایی
رضایت از محیط به این دلیل اهمیت دارد، زیرا که بر بهره‌وری و سلامت اثر می‌گذارد. کارمندان دفتری که از محیط خود رضایت دارند، پر کارترند. مشخص شده است که ناراحتی منجر به نشانه‌های سندرم ساختمان بیمار می‌شود. ترکیب دمای بالا و رطوبت نسبی بالا، باعث کاهش آسایش و کیفیت هوای درون ساختمان می‌شود.
اگرچه یک دمای ثابت می‌تواند رضایت بخش باشد ولی رضایت، «پدیدهٔ آلیستزیا» معمولاً بوسیلهٔ تغیر حواس ایجاد می‌شود. مدل‌های تطبیقی آسایش بیشتر سبب طراحی انعطاف‌پذیر در ساختمان‌های دارای تهویه، به‌طور طبیعی با شرایط درونی ساختمان تغییر می‌کند. چنین ساختمان‌هایی از اتلاف انرژی جلوگیری کرده و این پتانسیل را دارند که ساکنانشان رضایت بیشتری داشته باشند.

## فاکتورهای تأثیرگذار بر آسایش دمایی
از آنجایی که تفاوت‌هایی گوناگونی میان افراد در خصوص رضایت روان‌شناسی و فیزیولوژیکی وجود دارد. پیدا کردن دمای ایده‌آل برای هر فرد در یک فضای مشخص، کار سختی می‌باشد. داده‌های آزمایشگاهی و میدانی برای شرایط تعریف شده برای آسایش درصد خاصی از ساکنان، جمع آروی شدند.
شش فاکتور اصلی وجود دارد که مستقیماً بر آسایش تأثیر می‌گذارند؛ این فاکتورها را می‌توان به دو دسته تقسیم کرد:
1. فاکتورهای شخصی- به دلیل اینکه این فاکتورها ویژگی‌های ساکنان که شامل سرعت متابولیک و سطح پوشش می‌باشد
2. فاکتورهای محیطی- که شرایط محیط زیست که شامل دمای هوا، دمای میانگین تابشی، سرعت هوا و رطوبت می‌باشد.

حتی اگر تمامی این فاکتورها در طول زمان تغییر کند، معمولاً استانداردها به حالتی ثابت برای مطالعهٔ آسایش دلالت دارند، فقط اجازهٔ نوسانات دمایی محدود را فراهم می‌کند.

### سرعت متابولیک (تأثیر فعالیت بر آسایش حرارتی)
میزان حرارت تولید شده توسط بدن انسان با واحد وات بر متر مربع پوست انسان سنجیده می‌شود که به آن شدت متابولیسم می‌گویند.
واحد دیگر متابولیسم مت (met) است که هر مت برابر است با ۵۸ وات بر متر مربع.
این حرارت برای حفظ دمای داخل بدن و یکسان نگه داشتن آن در یک شرایط راحت است. در هنگام خواب میزان تولید حرارت بدن به حداقل می‌رسد. با افزایش فعالیت بدن، مثل راه رفتن و دویدن تولید حرارت متابولیک بدن افزایش می‌یابد.
میزان حرارت تولید شده در هر فرد بستگی به سطح پوست و فعالیت آن شخص دارد.
تولید گرما: هنگامی که بدن فعالیت می‌کند، انرژی مورد نیاز برای حرکت و فعالیت عضلانی تولید می‌شود. این تولید انرژی باعث ایجاد گرما در بدن می‌شود. در نتیجه، در صورتی که در محیطی گرم قرار داشته باشید، فعالیت بدنی ممکن است احساس گرمای بیشتری را به شما القا کند و آسایش حرارتی را کاهش دهد.
تبادل حرارت: فعالیت بدنی می‌تواند تأثیر قابل توجهی بر تبادل حرارت بین بدن و محیط داشته باشد. هنگامی که شما فعالیت بدنی می‌کنید، خون بیشتری به عضلات و اندام‌های می‌رسد و پوست شما می‌تواند گرم شود. اگر محیط اطراف خنک باشد، تبادل حرارت بین بدن و محیط بهبود یافته و بدن می‌تواند گرمای اضافی را از طریق تبخیر عرق از بین ببرد. این می‌تواند آسایش حرارتی را بهبود بخشد.
منبع جدول
| فعالیت                                                 | نرخ متابولیک انسان | نرخ متابولیک انسان |
| فعالیت                                                 | (w/m²)             | (met)              |
| دراز کشیدن                                             | ۴۶                 | ۰٫۸                |
| نشسته، آرام                                            | ۵۸                 | ۱٫۰                |
| ایستاده، آرام                                          | ۷۰                 | ۱٫۲                |
| فعالیت نشسته (کار اداری، مدرسه و غیره)                 | ۷۰                 | ۱٫۲                |
| فعالیت ایستاده (فروشگاه، آزمایشگاه و غیره)             | ۹۳                 | ۱٫۶                |
| فعالیت جابجایی (کار در خانه، کار در ماشین آلات و غیره) | ۱۱۶                | ۲٫۰                |
| فعالیت سخت‌تر (کار سخت در ماشین آلات، کارگاه‌ها و غیره)  | ۱۶۵                | ۲٫۸                |

### عایق بندی پوشاک (تأثیر لباس بر آسایش حرارتی)
ضریب نارسایی یا مقاومت لباس با واحد (Clo) سنجیده می‌شود که برابر است با مقدار لباسی که شخص در یک محیط با دمای ۲۱ درجه سانتی گراد و جریان هوایی ۰٫۱ متر بر ثانیه پوشیده و احساس آسایش بنماید.
جنس لباس: جنس لباس تأثیر زیادی بر آسایش حرارتی دارد. برای مثال جنس‌هایی مثل پنبه، لینن و نخ طبیعی اجازه می‌دهند تا هوا از طریق لباس عبور کند و بدن بتواند تعرق کند و گرما را به خارج بدن منتقل کند و باعث آسایش حرارتی می‌شوند و در مقابل جنس‌هایی مانند پلی استر و نایلون باعث کاهش آسایش حرارتی می‌شود.
سایز لباس: طراحی و اندازه لباس نیز می‌تواند بر آسایش حرارتی تأثیر بگذارد. لباس‌های تنگ می‌توانند جریان هوا را محدود کنند و باعث احساس گرمای بیشتر شوند. برعکس، لباس‌های گشاد به بدن اجازه می‌دهند تا بدن تنفس کند و هوا به خوبی درون و بیرون لباس جریان کند.
تبخیر عرق از بدن و انتقال حرارت از بدن به محیط و برعکس ارتباط مستقیم به نوع پوشش دارد.
رنگ لباس: رنگ لباس نیز می‌تواند تأثیری بر آسایش حرارتی داشته باشد. لباس‌های روشن نور خورشید را کمتر جذب می‌کنند و حرارت را کمتر جذب می‌کنند. در نتیجه، احساس گرمای کمتری را به افراد القا می‌کنند.
لباس مانند یک عایق عمل می‌کند در هوای سرد با پوشیدن لباس می‌توانیم احساس راحتی داشته باشیم و از حرارت تولید شده بدن استفاده کنیم، برای آسایش حرارتی باید از عادات پوششی منطقه مورد نظر اطلاع داشت.

### دمای هوا
دمای هوا، میانگین دمای هوای اطراف ساکن در خصوص زمان و مکان می‌باشد. بر اساس استاندارد ASHRAE 55، میانگین مکانی، سطوح مچ پا، کمر و سر را در نظر می‌گیرد که برای حالت نشسته و ایستاده متفاوت می‌باشد. میانگین موقتی بر اساس بازه‌های سه دقیقه‌ای با حداقل ۱۸ نقطهٔ مساوی در زمان می‌باشد. دمای هوا بوسیلهٔ دماسنج حباب خشک اندازه‌گیری می‌شود به همین دلیل به نام دمای حباب خشک شناخته می‌شود.

### دمای مؤثر
دمای مؤثر برای ترکیب اثرات هوا و دمای میانگین تابشی به یک متریک تلاش می‌کند. اغلب برابر با میانگین دمای حباب خشک و دمای میانگین تابشی در اتاق یک مکان خاص می‌باشد. در ساختمان‌هایی با تودهٔ پایین، دمای مؤثر گاهی اوقات همان دمای هوا در نظر گرفته می‌شود.

### سرعت هوا
جریان هوا یکی از عوامل مهمی است که می‌تواند تأثیر قابل توجهی بر آسایش حرارتی افراد داشته باشد.
جریان هوای محیط، باعث اتلاف و جذب حرارت بدن می‌شود و به تبادل حرارت بین بدن و محیط کمک کند.
اثر خنک‌کنندگی: جریان هوا می‌تواند بر روی بدن اثر خنک‌کنندگی داشته باشد. هنگامی که هوا در حال جریان است، انتقال حرارت از بدن به هوا افزایش می‌یابد و بدن می‌تواند خنک شود. این باعث کاهش احساس گرمای بدن و بهبود آسایش حرارتی می‌شود. در محیط‌های گرم جریان هوای 1m/sمی‌تواند تا ۳ درجه باعث خنکی جریان هوا شود.
سرعت جریان مطلوب هوا:
در شرایط گرم: 1m/s تا 1.5m/s
در شرایط سرد: 0.1m/s تا 0.25m/s
تبادل حرارت بهتر: جریان هوا می‌تواند تبادل حرارت بین بدن و محیط را بهبود بخشد. بدن می‌تواند به راحتی گرمای تولید شده را به هوا منتقل کند. این تبادل حرارت می‌تواند احساس راحتی و آسایش حرارتی را افزایش دهد.
تهویه مناسب: جریان هوا می‌تواند به تهویه مناسب محیط کمک کند. در محیط‌های بسته و بدون جریان هوا، هوای گرم و رطوبت می‌تواند محیط را بیشتر گرم کند و آسایش حرارتی را کاهش دهد. با وجود جریان هوا، هوای تازه و خنک به محیط وارد می‌شود و با هوای گرم و رطوبت محیط جایگزین می‌شود باعث آسایش حرارتی می‌شود. انسان صرف نظر از گرم یا سرد بون محیط نیازمند جریان هوا به منظور تنفس است.

### رطوبت نسبی
رطوبت نسبی، نسبت میزان بخار آب هوا به میزان بخار آبی که هوا می‌توانست در دما و فشار خاصی داشته باشد. در حالیکه بدن انسان دارای سنسورهایی بر روی پوست است که برای حس کردن گرما و سرما به صورت مؤثری کار می‌کنند، رطوبت نسبی (RH) به صورت غیر مستقیم حس می‌شود. تعرق، مکانیسم اتلاف گرمایی مؤثر است که با فرایند تبخیر از پوست کار می‌کند. اما در RH (رطوبت نسبی) بالا، هوا تقریباً ماکزیمم بخار آبی که می‌تواند داشته باشد را دارد، بنابراین تبخیر، و در نتیجه اتلاف گرما کاهش می‌یابد. از طرف دیگر، محیط‌های بسیار خشک (RH<20-30%) به دلیل تأثیرشان بر غشای مخاطی نامناسب هستند. سطح پیشنهادی رطوبت درونی در محدودهٔ ۳۰ تا ۶۰٪ در ساختمان‌های دارای تهویه می‌باشد. اما استانداردهای جدید از قبیل مدل تطبیقی، رطوبت پایین‌تر و بالاتری را بسته به دیگر فاکتورهای درگیر در آسایش فراهم می‌کنند.
یک روش برای اندازه‌گیری میزان رطوبت نسبی هوا، استفاده از سیستم دماسنج حباب خشک و حباب مرطوب می‌باشد. در حالیکه در سیستم دماسنج حباب خشک دما را بدون در نظر گرفتن رطوبت اندازه‌گیری می‌کند- مانند گزارش هواشناسی- و در سیستم حباب تر، تکه پارچهٔ مرطوبی اطراف پایه حباب دارد؛ بنابراین اندازه‌گیری تبخیر آب هوا را نیز به حساب می‌آورد؛ بنابراین میزان دمای مرطوب همیشه کمی پایین‌تر از دمای حباب خشک می‌باشد. تفاوت میان این دو دما برای محاسبهٔ رطوبت نسبی مورد استفاده قرار می‌گیرد. هر چقدر تفاوت دمایی میان این دو دماسنج بیشتر باشد، سطح رطوبت نسبی پایین‌تر می‌باشد.
رطوبت پوست در مناطق مختلف همچنین بر آسایش دریافت شده، تأثیر می‌گذارد. رطوبت می‌تواند نمناکی را در مناطق مختلف بدن افزایش بدهد، که منجر به ادراک ناراحتی می‌شود. این امر معمولاً به قسمتهایی از بدن محدود می‌شود، و محدودیت‌های آسایش موضعی برای رطوبت پوست برای موقعیت‌های بدن متفاوت می‌باشد. اندام‌ها نسبت به ناراحتی ناشی از رطوبت نسبت به تنهٔ بدن بسیار حساس ترند. اگرچه ناراحتی موضعی می‌تواند در نتیجهٔ رطوبت باشد، رطوبت کل بدن متأثر از رطوبت قسمت‌های خاص نمی‌باشد.
اخیراً، اثرات رطوبت نسبی پایین و سرعت هوای بالا بر روی افراد بعد از حمام گرفتن، آزمایش شد. محققان متوجه شدند که رطوبت نسبی پایین، ناراحتی به همراه حس خشکی و خارش را به وجود می‌آورد. برای شرایط ایدئال توصیه می‌شود سطوح رطوبت نسبی در حمام بالاتر از دیگر اتاق‌ها نگه داشته شود.

## مدل‌های آسایش دمایی
هنگام صحبت در خصوص آسایش، دو مدل متفاوت اصلی را می‌توان در نظر گرفت: مدل ساکن (PMV/PPD) و مدل تطبیقی

### روش PMV/PPD

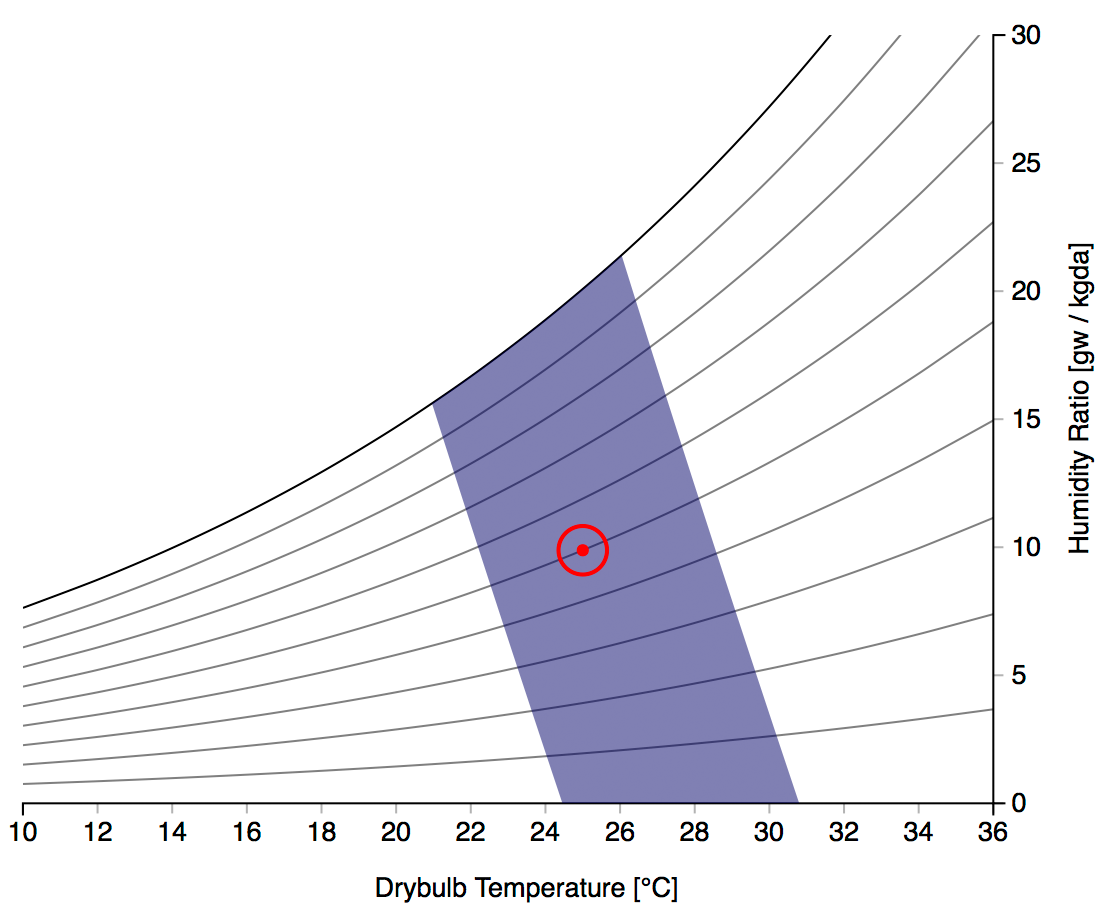
نمودار سایکرومتریک

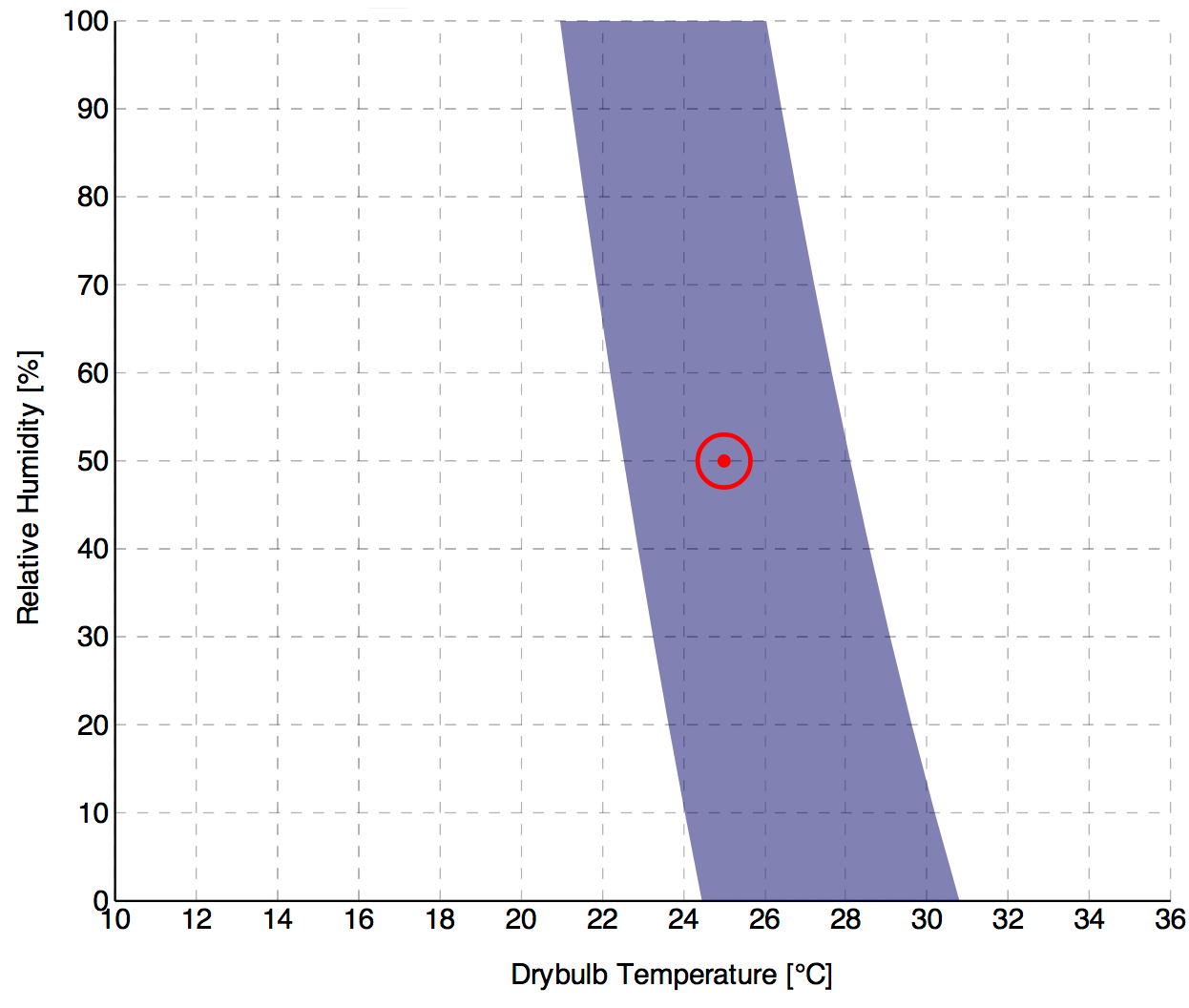
نمودار رطوبت نسبی دما / نمایش دو گزینهٔ آسایش برای روش PMV/PPD

مدل PMV/PPD توسط p.o. Fanger با استفاده از معادلات تعادل گرمایی و مطالعات تجربی در خصوص دمای پوست برای تعریف آسایش، ساخته شد. . پرسشنامهٔ آسایش استاندارد، نمونه‌ها را در خصوص حس اشان (گرمایی اشان) در یک مقیاس هفت نمره‌ای از سرد (-۳) تا داغ (+۳) ارزیابی می‌کند. معادلات Fanger برای محاسبهٔ Predicted Mean Vote (PMV) یک گروه بزرگ از نمونه‌ها برای ترکیبی خاص از دمای هوا، میانگین دمای تابشی، رطوبت نسبی، سرعت هوا، سرعت متابولیسم و عایق بندی پوشاک به کار می‌رود. . صفر، مقدار ایدئال می‌باشد که نشان دهندهٔ خنثی بودن می‌باشد، ناحیهٔ آسایش بوسیلهٔ ترکیبی از ۶ پارامتر تعریف می‌شود که در آن‌ها PMV در محدوده‌های پیشنهادی قرار دارد. (PMV بین بازه ۰٫۵+ تا ۰٫۵-). اگرچه پیش‌بینی رضایت در یک جمعیت قدمی مهم در تعیین اینکه کدام شرایط راحت می‌باشد، است ولی مفیدتر این است که در نظر بگیریم آیا افراد رضایت دارند یا خیر. Fanger معادله‌ای دیگر برای ارتباط PMV با درصد پیش‌بینی شده نارضایتی (Predicted Percentage of Dissatisfied/PPD) ارائه داد. این رابطه بر اساس مطالعه‌ای بود که در آن نمونه‌ها در اتاقی بررسی شدند که شرایط درونی می‌تواند به صورت دقیق کنترل شود.
این روش با تمامی ساکنین به صورت مشابه برخورد می‌کند و به موقعیت و سازگاری به محیط توجهی ندارد. اساساً این مورد را بیان می‌کند که دمای محیط نباید با تغییر فصل تغییر کند. بلکه باید دما در طول سال یکی باشد. این امر موضع بی‌تفاوت تری را اتخاذ می‌کند مبنی بر اینکه انسان‌ها نباید با دماهای متفاوت سازگاری پیدا کند زیرا همیشه ثابت خواهد بود
استاندارد ASHRAE 55-2010 از مدل PMV برای مشخص کردن پیش نیازهای لازم برای شرایط درونی استفاده کرد. لازم است که حداقل ۸۰٪ ساکنین رضایت داشته باشند.
ابزار آسایش CBE برای ASHRAE 55 CBE به کاربر اجازه می‌دهد تا ۶ پارامتر آسایش برای تعیین این مسئله که آیا ترکیبی مشخص با ASHRAE 55 مطابقت دارد یا خیر را وارد کند. نتایج در یک نمودار سایکرومتریک یا نمودار رطوبت نسبی دما نشان داده می‌شود و محدوده‌ای از دماها و رطوبت نسبی ای را نشان می‌دهد که با مقادیر ورودی در نظر گرفته شده برای حفظ ۴ پارامتر مناسب باشد.

#### روش سرعت هوای مرتفع
ASHRAE 55 2013 مسئول سرعت‌های هوای بالای 0.2 m/s جدا از مدل پایه می‌باشد. به دلیل اینکه حرکت هوا می‌تواند مستقیماً اثر خنک‌کنندگی برای افراد ایجاد کند، به خصوص اگر آن‌ها لباس زیادی بر تن نداشته باشند، دماهای بالاتر می‌تواند راحتی بیشتری نسبت به آن حالتی که مدل PMV پیش‌بینی می‌کند، داشته باشند. سرعت هوایی تا 0.8 m/s بدون کنترل مجاز می‌باشد و 1.2 m/s با کنترل مجاز می‌باشد. این حرکت هوای مرتفع، دمای ماکزیمم برای یک دفتر کار در تابستان از ۲۷٫۵ درجه تا ۳۰ درجه بالا می‌برد.

#### ناراحتی موضعی
اگر چه آسایش معمولاً برای بدن به صورت یک کل مورد بحث و بررسی قرار می‌گیرد، ناراحتی ممکن است فقط برای بخش خاصی از بدن اتفاق بیفتد، که در نتیجهٔ منابع محلی گرمایش، خنک‌کنندگی یا حرکت هوای ناخواسته می‌باشد. بر اساس استاندارد ASHRAE 55-2010، چهار دلیل اصلی برای ناراحتی وجود دارد. بخشی از استاندارد، پیش نیازهای لازم برای این فاکتورها را مشخص می‌کند که برای افرادی با پوشش لباسی سبک که درگیر یک فعالیت فیزیکی نسبتاً ساکن می‌باشند. این امر به این دلیل است که افراد با سرعت متابولیک بالاتر و/یا عایق کاری بیشتر لباس‌ها و حساسیت کمتر دارای ریسک کمتری در خصوص ناراحتی می‌باشند.

##### عدم تقارن دمای تابشی
تفاوت‌های بالاتر در تابش سطح‌های اطراف یک شخص ممکن است ناراحتی موضعی ایجاد کند یا پذیرش شرایط را کاهش می‌دهد. استاندارد ASHRAE 55 محدوده‌هایی برای تفاوت‌های دمایی مجاز میان سطوح متفاوت تعیین می‌کند. به دلیل اینکه افراد نسبت به عدم تقارن حساس ترند، برای مثال سقفی گرم در برابر سطح عمودی سرد، محدوده‌ها به این امر بستگی دارند که کدام سطح درگیر می‌باشد. مجاز نیست که سقف گرمتر از ۵ درجه سانتی گراد (9.0 F) باشد، در حالیکه برای دیوار ممکن است تا 23 (41 F) درجه گرمتر از دیگر سطح‌ها باشد.

##### باد
در حالیکه حرکت هوا ممکن است خوشایند باشد و در برخی شرایط راحتی خاصی را ایجاد کند، بعضی اوقات ناخواسته است و ایجاد ناراحتی می‌کند. این حرکت ناخواستهٔ هوا، باد نامیده می‌شود و هنگامی که حس کل بدن خنک است، متداول‌تر است. افراد اغلب بادی را روی مناطق پوشیده نشدهٔ بدنشان حس می‌کنند برای مثال سر، گردن، شانه‌ها، مچ پا، پاها و ساق پاها اما این حس همچنین به سرعت هوا، دمای هوا، فعالیت و پوشش لباسی بستگی دارد.

##### تفاوت دمای هوای عمودی
رضایت ای که منجر به بالاتر بودن دمای هوا در سطح سر به نسبت سطح مچ باشد، ممکن است ناراحتی ایجاد کند. استاندارد ASHRAE 55 پیشنهاد می‌دهد که تفاوت مورد نظر نباید بالاتر از ۳ درجه سانتی گراد (5.44 F) باشد.

##### دمای سطحِ کف
کف‌ها ای که خیلی گرم یا خیلی سرد هستند، ممکن است ایجاد ناراحتی کنند. ASHRAE 55 پیشنهاد می‌کند که دمای کف در مکان‌هایی که ساکنین کفش‌های سبک بر پا دارند، در محدودهٔ ۱۹ تا ۲۹ درجه سانتی گراد (66-84 F) باشد.

## سازگاری
بدن انسان توانایی سازگاری با شرایط اقلیمی جدید را دارد.
اگر فردی در یک منطقه سردسیر با متوسط دمای ۱۸ درجه سانتی گراد احساس آسایش می‌کند همین فرد در یک منطقه گرمسیر تا دمای ۲۵ درجه همین احساس را خواهد داشت. البته نکته ای که وجود دارد در همهٔ اقلیم‌ها محدودهٔ آسایش ثابت است اما روش رسیدن به محدودهٔ معین آسایش حرارتی بر اساس اقلیم متفاوت است.

## اثرات تهویه طبیعی بر آسایش دمایی
بسیاری از ساختمان‌ها از HVAC (تکنولوژی‌های مربوط به گرمایش، تهویه و تهویه مطبوع) برای کنترل محیط شان استفاده می‌کنند. دیگر ساختمان‌ها دارای تهویه طبیعی بوده و برای تأمین آسایش متکی به چنین سیستم‌های مکانیکی نیستند. بسته به نوع آب و هوا، این امر می‌تواند به شدت مصرف انرژی را کاهش دهد. هر چند که گاهی اوقات این امر به عنوان ریسک دیده می‌شود زیرا دمای داخلی می‌تواند بیش از اندازه باشد اگر ساختمانی به صورت ضعیف طراحی شده باشد. ساختمان‌هایی که برای تهویه طبیعی به صورت صحیح طراحی شده‌اند، شرایط داخلی را در محدودهٔ معینی حفظ می‌کنند به صورتی‌که پنجره‌های باز و استفاده از پنکه در تابستان و پوشیدن لباس‌های اضافی در زمستان می‌تواند آسایش افراد را تأمین کند.

## تفاوت‌های جنسی
تهویه مطبوع درون ساختمان‌ها بر اساس مدل‌های تجربی احساس آسایش حرارتی که در دهه ۱۹۶۰ به دست آمده‌اند، بنیان نهاده شده است. مقادیر استاندارد برای یکی از اساسی‌ترین متغیرها، نرخ متابولیسم (میزان سوخت و ساز بدن و گرمای تولیدی هر انسان)، بر پایه متابولیسم یک مرد متوسط پایه‌گذاری شده است. این مقدار ۳۵٪ بیش از پیش‌بینی متابولیسم پایه‌ای یک زن متوسط است. براساس نتایجی که جدیداً به دست آمده، نرخ متابولیسم خانم‌ها در حالی که کار سبک اداری انجام می‌دهند، در حدود ۴۸ وات بر متر مربع است. همین امر باعث خواهد شد که ساختمان‌ها به‌طور ذاتی از دیدگاه انرژی در تأمین آسایش حرارتی زنان کارآمد نباشند.
از آن جایی که در اغلب ساختمان‌ها سعی بر این است که مصرف انرژی بهینه باشد، باید میزان حرارت مورد نیاز برای همهٔ ساکنان با دقت مورد بررسی قرار گیرد. براساس نتایج به دست آمده، دمای آسایش خانم‌ها و آقایان می‌تواند تا ۳ درجه سلسیوس متفاوت باشد، به‌طوری که دمای آسایش آقایان در بسیاری از شرایط حدود ۲۲ درجه سلسیوس و دمای آسایش خانم‌ها در همان شرایط، ۲۵ درجه سلسیوس است. این اختلاف به‌خاطر نرخ متابولیسم پایه‌ای زن‌ها و مردها است. جالب اینجاست که دمای متوسط پوست آقایان و خانم‌ها چندان متفاوت نیست. مردها بین ۳۲٫۸ تا ۳۳٫۸ درجه سلسیوس و زن‌ها بین ۳۲٫۴ تا ۳۳٫۶ درجه سلسیوس، است. این تفاوت دمای آسایش باعث می‌شود که در منازل مسکونی یا ساختمان‌های اداری، خانم‌ها احساس سرمای بیشتری بکنند و همین موضوع می‌تواند باعث چالش بین این دو جنس شود! ضمن اینکه مصرف انرژی سیستم تهویه مطبوع نیز بیش از میزان مورد نیاز خواهد شد، به‌خصوص اگر تعداد خانم‌ها قابل توجه باشد.
نتایج تحقیقات میدانی انجام شده بین سال‌های ۲۰۱۴ تا ۲۰۱۶ در سه ساختمان اداری در جنوب برزیل را گزارش می‌دهد. بیش از ۷۵۰۰ رای در مورد ادراک محیطی ساکنان جمع‌آوری شد که شامل ۳۴۰۶ رای زن (۴۵٪) و ۴۱۵۸ رای مرد (۵۵٪) بود.
1. زنان در تمام انواع ساختمان‌ها نسبت به مردان احساس سردی بیشتری می‌کردند.
2. وقتی تهویه مطبوع روشن می‌شد، زنان تمایل داشتند هوا را کمی خشک‌تر از مردان احساس کنند.
3. هنگامی که اتاق‌ها به‌طور طبیعی تهویه می‌شدند، رطوبت قابل قبول برای زنان بیشتر از مردان بود.
4. برای تمام انواع ساختمان‌ها در نظر گرفته شده، درصد آرای مردان با در نظر گرفتن کیفیت هوای رضایت بخش بیشتر از درصد زنان بود. این یافته نشان می‌دهد که تمام ساختمان‌ها با توجه به نیاز مردان طراحی شده‌اند.

بین مردان و زنان از دیدگاه فیزیولوژی غدد درون ریز و ویژگی‌های بدنی تفاوت کمی وجود دارد. برای مثال مردان به‌طور متوسط اندازه بدن بزرگ‌تر، وزن و قدرت بیش تری دارند. به‌طور کلی، در عین حال با تفاوت‌های زیاد فردی، زنان نسبت سطح به جرم بزرگ‌تری دارند که نشان می‌دهد زنان بیش تر مستعد ابتلا به از دست دادن حرارت هستند. از سوی دیگر، زنان محتوای چربی کل و چربی زیر پوستی بیش تری از مردان دارند که به نوبه خود باعث افزایش عایق می‌گردد.
و درجه حرارت پوستی خانم‌ها اندکی کمتر از آقایان است و از طرف دیگر شدت متابولیزم خانم‌ها اندکی کمتر از آقایان است.
هم چنین مشخص شده است که زنان در دماهای بالاتر، میزان تعریق کم تری دارند، در نتیجه آب بدن آنان حفظ شده و تحمل حرارت مرطوب بهتری دارند.
مردان دارای میزان حداکثر تعریق بوده که ممکن است تحمل محیط‌های بسیار گرم و خشک را بالا ببرد. زنان نسبت به مردان میزان عرق کم تری دارند که در محیط‌های گرم و خشک نامطلوب است، اما در محیط‌های گرم و مرطوب مطلوب است.
عوامل فرهنگی و اجتماعی: عوامل فرهنگی و اجتماعی نیز می‌توانند بر تجربه آسایش حرارتی تأثیر بگذارند. به عنوان مثال، در برخی فرهنگ‌ها، زنان ممکن است مجبور باشند لباس‌هایی را بپوشند که میزان تعرق و تبخیر را کاهش دهند و در نتیجه باعث احساس گرمای بیشتر و کاهش آسایش حرارتی شود.
راهکار:
با توجه به احتمال وجود تأثیر جنسیتی بر درک حرارتی و کیفیت هوای کاربران در اتاق‌های اداری، مهندسان و معماران باید به دنبال طراحی ساختمان‌هایی باشند که این اثر را کاهش دهد. برای ساختمان‌های حالت مختلط که تحت تهویه طبیعی کار می‌کنند، تفاوت بین دمای آسایش حرارتی برای هر جنسیت کمتر از تفاوت دما در موارد دیگر بود. استفاده از تهویه طبیعی ممکن است یک استراتژی برای کاهش تفاوت بین دمای آسایش حرارتی زنان و مردان و همچنین مصرف انرژی ساختمان باشد. یکی دیگر از استراتژی‌های جالب برای افزایش راحتی فردی کاربران، اعم از زن و مرد، استفاده از سیستم‌های کنترل محیطی شخصی (PECS) است که امکان کنترل فردی محیط اطراف افراد را فراهم می‌کند، به عنوان مثال، استفاده از فن‌های کوچک قابل حمل یا بخاری، و استفاده از پرده یا کرکره روی پنجره‌ها برای تنظیم جریان هوای محلی محقق می‌سازد.

## تأثیر سن بر آسایش حرارتی
سن یکی از عواملی است که می‌تواند تأثیر زیادی بر آسایش حرارتی افراد داشته باشد. با افزایش سن، برخی از تغییرات فیزیولوژیکی در بدن رخ می‌دهد که می‌تواند تأثیر قابل توجهی بر تحمل حرارت و آسایش حرارتی داشته باشد.
توان تنظیم دمای بدن: با افزایش سن، توان تنظیم دمای بدن کاهش می‌یابد. این به معنای این است که بدن افراد سن بالا به دشواری به تغییرات دمایی واکنش نشان می‌دهد؛ بنابراین، در شرایط حرارتی گرم، افراد سن بالا ممکن است دچار ناراحتی حرارتی شوند و احتمال بروز افت سلامتی آن‌ها افزایش می‌یابد.
کاهش توانایی تعرق: با افزایش سن، توانایی بدن در ترشح عرق و خنک شدن کاهش می‌یابد. تعرق یکی از مکانیسم‌های اصلی بدن برای خنک شدن در شرایط گرم است. کاهش توانایی ترشح عرق می‌تواند منجر به افزایش خطر بروز افت سلامتی در شرایط حرارتی بالا شود.
کاهش توان تنفسی: با افزایش سن، توان تنفسی نیز کاهش می‌یابد. در شرایط حرارتی بالا، نیاز به تنفس عمیق‌تر و بیشتر احساس می‌شود تا بدن اکسیژن کافی را دریافت کند. کاهش توان تنفسی می‌تواند باعث افزایش خستگی و ناراحتی در شرایط گرم شود.
بیشتر بودن احتمال بروز بیماری‌های مزمن: با افزایش سن، احتمال بروز بیماری‌های مزمن مانند بیماری‌های قلبی، دیابت و برخی بیماری‌های تنفسی افزایش می‌یابد. این بیماری‌ها می‌توانند توان تحمل حرارت را کاهش دهند و احتمال تأثیرات زیان‌بار حرارتی را برای افراد سن بالا افزایش دهند.
و در مقابل تمام توضیحات بالا با افزایش سن شدت متابولیسم در بدن کاهش می‌یابد و افراد دمای بالاتر را ترجیح می‌دهند.
با توجه به تأثیر سن بر آسایش حرارتی، در شرایط کاری گرم، اهمیت ویژه‌ای به کنترل دما و آسایش حرارتی افراد سن بالا باید داده شود.

## آسایش دمایی در مناطق مختلف
در مناطق مختلف جهان، نیازهای آسایش ممکن است بر اساس آب و هوا متفاوت باشد. چین دارای تابستان‌های مرطوب و گرم و زمستان‌های سردی می‌باشد که نیازی برای آسایش کارآمد را ایجاب می‌کند؛ در نتیجهٔ رشد اقتصادی و جمعیتی سریع در چین صرفه جویی انرژی در ارتباط با آسایش در دهه‌های اخیر تبدیل به مسئلهٔ مهمی شده است.
محققان در حال حاضر به دنبال راه‌هایی برای گرمایش و سرمایش ساختمان‌ها در چین با قیمتی پایین‌تر و ضرری کمتر برای محیط زیست می‌باشند.
در مناطق گرمسیری برزیل، شهری سازی، پدیده‌ای به نام جزیره‌های گرمایی شهری ایجاد کرده است (UHI). منظور از این جزیره‌ها، مناطق شهری ای می‌باشد که در نتیجهٔ هجوم بیشتر افراد به این مناطق، از محدوده‌های آسایش بالاتر رفته‌اند و تنها در فصل بارانی به محدودهٔ آسایش کاهش پیدا می‌کنند. جزیره‌های گرمایی شهری می‌تواند در هر شهری یا هر منطقهٔ مسکونی دارای شرایط مناسب اتفاق بیفتد. جزیره‌های گرمایی شهری در مناطق شهری ای ایجاد می‌شود که دارای تعداد کمی درخت و پوشش گیاهی برای مسدود کردن انرژی خورشیدی یا انجام تبخیر و تعرق باشند، بسیاری از سازه‌هایی که دارای سهمی زیادی از سقف و دیوارهای کناری با قابلیت انعکاس و جذب گرمای پایین، و دارای میزان بالایی از آلودگی دی‌اکسید کربن سطح زمین می‌باشند که گرمای آزاد شده توسط سطح‌ها، مقادیر بالای گرمای تولید شده توسط سیستم‌های تهویه مطبوع ساختمان‌های فشرده کنار هم و میزان بالای ترافیک وسایل نقلیه‌ای که از موتورها و اگزوزشان گرما تولید می‌شود را حفظ می‌کنند.
در مناطق گرم و مرطوب عربستان سعودی، آسایش در مسجدها، جایی که مسلمانان برای نماز و دعا می‌روند، تبدیل به مسئله‌ای مهم شده است. مسجدها، ساختمان‌هایی باز هستند که تنها به صورت متناوب (روزهای جمعه برای نماز ظهر بسیار شلوغ می‌شوند) استفاده می‌شوند و تهویهٔ آن‌ها به صورت مناسب سخت می‌باشد. مسجدهایی با اندازهٔ بزرگ نیازمند تهویهٔ بالایی می‌باشد که خود این امر نیازمند انرژی بسیاری می‌باشد زیرا این ساختمان‌ها تنها برای مدت زمان کوتاهی مورد استفاده قرار می‌گیرند. بعضی از مساجد به دلیل لینکه سیستم HVAC شان برای مدت طولانی کار می‌کند، بیش از اندازه سرد و برخی دیگر هم گرم می‌شوند. اثر دودکش نیز به دلیل اندازهٔ بزرگ این مساجد تأثیرگذار بوده و لایهٔ بزرگی از هوای گرم را بالای سر افراد در مسجد ایجاد می‌کند. طراحی‌های جدید سیستم‌های تهویه را پایین‌تر در ساختمان‌ها قرار داده تا کنترل دمایی بیشتری در سطح زمین ایجاد کنند. همچنین اقدامات مانیتورینگ جدیدی برای بهبود بازده در حال انجام شدن است.

## روش‌های مطالعات آسایش دمایی
دو روش برای مطالعات آسایش رایج است. در روش اول که مطالعات آزمایشگاهی نام دارد، افراد را ابتدا در شرایط خاص و کنترل شده قرار داده و سپس مورد سؤال قرار می‌گیرند. در مطالعات میدانی که دومین روش است، افراد در دنیای واقعی و بدون تغییر شرایط محیطی مورد سؤال واقع می‌شوند.